# Rallye de Suède
Navigation
Édition 2024 Édition 2025
Le rallye de Suède (Midnattssolsrallyt estival jusqu'en 1965, devenu KAK Rallyt durant la deuxième moitié des années 1960) est une course automobile hivernale qui se tient dans les Comtés de Värmland, de Dalarna ou de Västerbotten au début du mois de février.

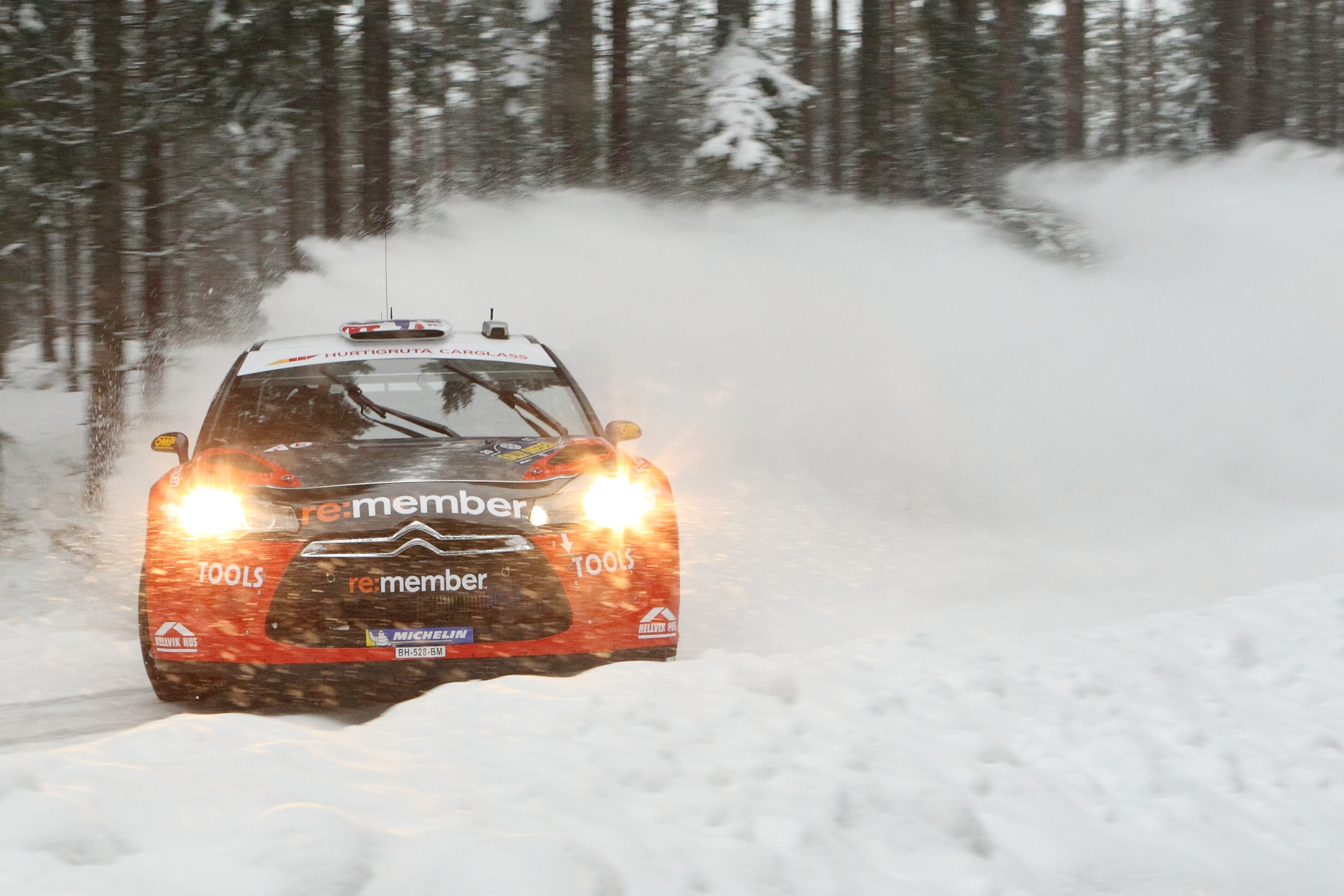
Petter Solberg, lors de l'édition 2011.

## Histoire

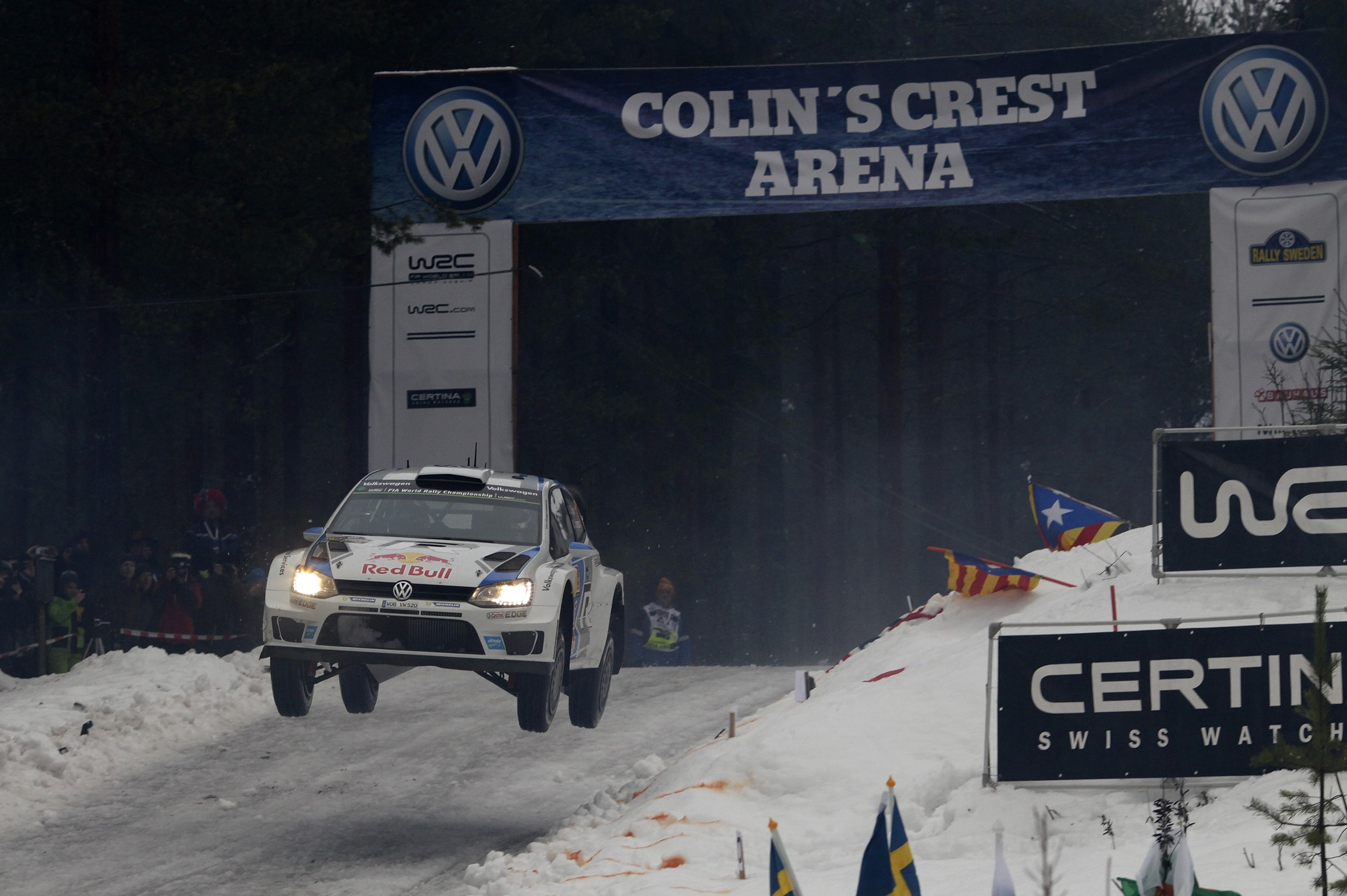
Sébastien Ogier dans la Colin's Crest Arena lors de l'édition 2014.

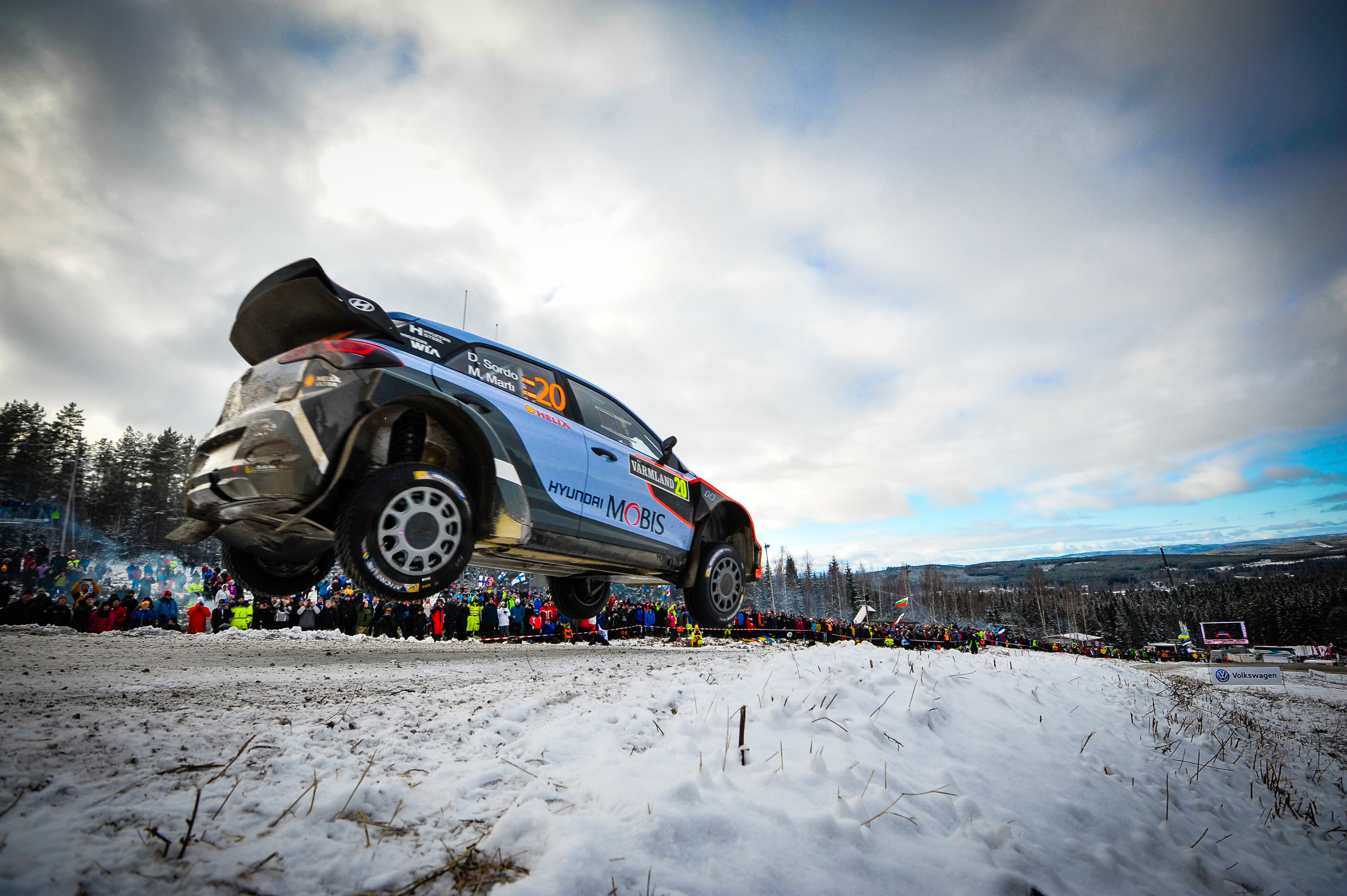
Dani Sordo lors de l'édition 2016.

La première édition s'est déroulée en 1950 avec un départ et une arrivée distincts. Dix-sept ans plus tard, les deux sont regroupés à Karlstad, avec un départ depuis l'hippodrome local. L'épreuve figure au calendrier du championnat du monde des rallyes depuis 1973 (Jean-Luc Thérier alors troisième), et a été annulée deux fois : en 1974 à cause de la crise pétrolière et en 1990 le temps étant jugé trop doux. De 1980 à 1984 elle est inscrite tant en WRC qu'au championnat d'Europe.
Le principal parc d'assistance se trouve à Hagfors, qui est plus proche des spéciales que Karlstad. La compétition s'étale sur trois jours durant 22 spéciales. Il s'agit du seul rallye du championnat disputé spécifiquement sur neige. En 2011 le Rallye de Suède intègre une nouveauté : le passage de la frontière suédo-norvégienne lors d’une spéciale de la première étape.
Cette compétition est la chasse gardée des pilotes scandinaves ou finlandais, les Français Sébastien Loeb, et Sébastien Ogier et le Belge Thierry Neuville étant les seuls pilotes non nordiques à s'être imposés sur les routes suédoises, en 2004, 2013, 2015, 2016 et 2018. 
En 2015, Thierry Neuville effectue un bond de 44 mètres dans la Colin's Crest, sur le secteur le plus populaire de l'épreuve (E.S. 14, lors du premier passage de Vargåsen). 
L'édition 2021 est annulée le 15 décembre 2020, en raison de la pandémie de Covid-19.
En 2024, la Suède compte 38 victoires et la Finlande 23 sur cette épreuve; sur les 28 dernières éditions, les Finlandais se sont imposés à 17 reprises.

## Palmarès

### Par année
| Année        | Pilote                                       | Copilote                                     | Voiture                                      |
| ------------ | -------------------------------------------- | -------------------------------------------- | -------------------------------------------- |
| 1950         | Per-Frederik Cederbaum                       | Bertil Sohlberg                              | BMW 327/328                                  |
| 1951         | Gunnar Bengtsson                             | Sven Zetterberg                              | Talbot Lago T26GS                            |
| 1952         | Grus-Olle Persson                            | Olof Norrby                                  | Porsche 356                                  |
| 1953         | Sture Nottorp                                | Bengt Jonsson                                | Porsche 356                                  |
| 1954         | Carl-Gunnar Hammarlund                       | Erik Pettersson                              | Porsche 356 1300 Super                       |
| 1955         | Allan Borgefors                              | Åke Gustavsson                               | Porsche 356 1500S                            |
| 1956         | Harry Bengtsson                              | Åke Righard                                  | Volkswagen Coccinelle 1200                   |
| 1957         | Ture Jansson                                 | Lennard Jansson                              | Volvo PV444 LS                               |
| 1958         | Gunnar Andersson                             | Niels Peder Elleman-Jacobsen                 | Volvo PV444                                  |
| 1959         | Erik Carlsson                                | Mario Pavoni                                 | Saab 93                                      |
| 1960         | Carl-Magnus Skogh                            | Rolf Skogh                                   | Saab 96                                      |
| 1961         | Carl-Magnus Skogh (2)                        | Rolf Skogh                                   | Saab 96                                      |
| 1962         | Bengt Söderström                             | Rune Olsson                                  | BMC Cooper                                   |
| 1963         | Berndt Jansson                               | Eric Pettersson                              | Porsche 356B Carrera S90                     |
| 1964         | Tom Trana                                    | Gunnar Thermaenius                           | Volvo PV 544                                 |
| 1965         | Tom Trana (2)                                | Gunnar Thermaenius                           | Volvo PV 544                                 |
| 1966         | Åke Andersson                                | Sven-Olof Svedberg                           | Saab 96 Sport                                |
| 1967         | Bengt Söderström                             | Gunnar Palm                                  | Ford Cortina Lotus                           |
| 1968         | Björn Waldegård                              | Lars Helmér                                  | Porsche 911 T                                |
| 1969         | Björn Waldegård                              | Lars Helmér                                  | Porsche 911 L                                |
| 1970         | Björn Waldegård                              | Lars Helmér                                  | Porsche 911 S                                |
| 1971         | Stig Blomqvist                               | Arne Hertz                                   | Saab 96 V4                                   |
| 1972         | Stig Blomqvist                               | Arne Hertz                                   | Saab 96 V4                                   |
| 1973         | Stig Blomqvist                               | Arne Hertz                                   | Saab 96 V4                                   |
| 1974         | Épreuve annulée (crise pétrolière)           | Épreuve annulée (crise pétrolière)           | Épreuve annulée (crise pétrolière)           |
| 1975         | Björn Waldegård                              | Hans Thorszelius                             | Lancia Stratos HF                            |
| 1976         | Per Eklund                                   | Björn Cederberg                              | Saab 96 V4                                   |
| 1977         | Stig Blomqvist                               | Hans Sylvan                                  | Saab 99 EMS                                  |
| 1978         | Björn Waldegård (5)                          | Hans Thorszelius                             | Ford Escort RS1800                           |
| 1979         | Stig Blomqvist                               | Björn Cederberg                              | Saab 99 Turbo                                |
| 1980         | Anders Kulläng                               | Bruno Berglund                               | Opel Ascona 400                              |
| 1981         | Hannu Mikkola                                | Arne Hertz                                   | Audi Quattro                                 |
| 1982         | Stig Blomqvist                               | Björn Cederberg                              | Audi Quattro                                 |
| 1983         | Hannu Mikkola                                | Arne Hertz                                   | Audi Quattro A1                              |
| 1984         | Stig Blomqvist (7)                           | Björn Cederberg                              | Audi Quattro A2                              |
| 1985         | Ari Vatanen                                  | Terry Harryman                               | Peugeot 205 Turbo 16                         |
| 1986         | Juha Kankkunen                               | Juha Piironen                                | Peugeot 205 Turbo 16 E2                      |
| 1987         | Timo Salonen                                 | Seppo Harjanne                               | Mazda 323 4WD                                |
| 1988         | Markku Alén                                  | Ilkka Kivimäki                               | Lancia Delta HF 4WD                          |
| 1989         | Ingvar Carlsson                              | Per Carlsson                                 | Mazda 323 4WD                                |
| 1990         | Épreuve annulée (absence de neige)           | Épreuve annulée (absence de neige)           | Épreuve annulée (absence de neige)           |
| 1991         | Kenneth Eriksson                             | Staffan Parmander                            | Mitsubishi Galant VR-4                       |
| 1992         | Mats Jonsson                                 | Lars Bäckman                                 | Toyota Celica GT-Four ST165                  |
| 1993         | Mats Jonsson                                 | Lars Bäckman                                 | Toyota Celica Turbo 4WD                      |
| 1994 (2L.WC) | Thomas Rådström                              | Lars Bäckman                                 | Toyota Celica Turbo 4WD                      |
| 1995         | Kenneth Eriksson                             | Staffan Parmander                            | Mitsubishi Lancer Evo II                     |
| 1996         | Tommi Mäkinen                                | Seppo Harjanne                               | Mitsubishi Lancer Evo III                    |
| 1997         | Kenneth Eriksson (3)                         | Staffan Parmander                            | Subaru Impreza WRC                           |
| 1998         | Tommi Mäkinen                                | Risto Mannisenmäki                           | Mitsubishi Lancer Evo IV                     |
| 1999         | Tommi Mäkinen (3)                            | Risto Mannisenmäki                           | Mitsubishi Lancer Evo VI                     |
| 2000         | Marcus Grönholm                              | Timo Rautiainen                              | Peugeot 206 WRC                              |
| 2001         | Harri Rovanperä                              | Risto Pietiläinen                            | Peugeot 206 WRC                              |
| 2002         | Marcus Grönholm                              | Timo Rautiainen                              | Peugeot 206 WRC                              |
| 2003         | Marcus Grönholm                              | Timo Rautiainen                              | Peugeot 206 WRC                              |
| 2004         | Sébastien Loeb                               | Daniel Elena                                 | Citroën Xsara WRC                            |
| 2005         | Petter Solberg                               | Philip Mills                                 | Subaru Impreza WRC                           |
| 2006         | Marcus Grönholm                              | Timo Rautiainen                              | Ford Focus WRC                               |
| 2007         | Marcus Grönholm (5)                          | Timo Rautiainen                              | Ford Focus WRC                               |
| 2008         | Jari-Matti Latvala                           | Miikka Anttila                               | Ford Focus WRC                               |
| 2009         | Épreuve non tenue (rotation avec la Norvège) | Épreuve non tenue (rotation avec la Norvège) | Épreuve non tenue (rotation avec la Norvège) |
| 2010         | Mikko Hirvonen                               | Jarmo Lehtinen                               | Ford Focus RS WRC                            |
| 2011         | Mikko Hirvonen (2)                           | Jarmo Lehtinen                               | Ford Fiesta RS WRC                           |
| 2012         | Jari-Matti Latvala                           | Miikka Anttila                               | Ford Fiesta RS WRC                           |
| 2013         | Sébastien Ogier                              | Julien Ingrassia                             | Volkswagen Polo R WRC                        |
| 2014         | Jari-Matti Latvala                           | Miikka Anttila                               | Volkswagen Polo R WRC                        |
| 2015         | Sébastien Ogier                              | Julien Ingrassia                             | Volkswagen Polo R WRC                        |
| 2016         | Sébastien Ogier (3)                          | Julien Ingrassia                             | Volkswagen Polo R WRC                        |
| 2017         | Jari-Matti Latvala (4)                       | Miikka Anttila                               | Toyota Yaris WRC (en)                        |
| 2018         | Thierry Neuville                             | Nicolas Gilsoul                              | Hyundai i20 Coupe WRC                        |
| 2019         | Ott Tänak                                    | Martin Järveoja                              | Toyota Yaris WRC                             |
| 2020         | Elfyn Evans                                  | Scott Martin                                 | Toyota Yaris WRC                             |
| 2021         | Épreuve annulée (pandémie de Covid-19)       | Épreuve annulée (pandémie de Covid-19)       | Épreuve annulée (pandémie de Covid-19)       |
| 2022         | Kalle Rovanperä                              | Jonne Halttunen                              | Toyota GR Yaris Rally1                       |
| 2023         | Ott Tänak (2)                                | Martin Järveoja                              | Ford Puma Rally1                             |
| 2024         | Esapekka Lappi                               | Janne Ferm (en)                              | Hyundai i20 N Rally1                         |
| 2025         | Elfyn Evans                                  | Scott Martin                                 | Toyota GR Yaris Rally1                       |

### Par nombre de victoires pilotes
| Nombre   | Pilote                       | Année                                    |
| -------- | ---------------------------- | ---------------------------------------- |
| 7        | Stig Blomqvist Suède         | 1971, 1972, 1973, 1977, 1979, 1982, 1984 |
| 5        | Björn Waldegård Suède        | 1968, 1969, 1970, 1975, 1978             |
| 5        | Marcus Grönholm Finlande     | 2000, 2002, 2003, 2006, 2007             |
| 4        | Jari-Matti Latvala Finlande  | 2008, 2012, 2014, 2017                   |
| 3        | Kenneth Eriksson Suède       | 1991, 1995, 1997                         |
| 3        | Tommi Mäkinen Finlande       | 1996, 1998, 1999                         |
| 3        | Sébastien Ogier France       | 2013, 2015, 2016                         |
| 2        | Carl-Magnus Skogh Suède      | 1960, 1961                               |
| 2        | Tom Trana Suède              | 1964, 1965                               |
| 2        | Hannu Mikkola Finlande       | 1981, 1983                               |
| 2        | Mats Jonsson Suède           | 1992, 1993                               |
| 2        | Mikko Hirvonen Finlande      | 2010, 2011                               |
| 2        | Ott Tänak Estonie            | 2019, 2023                               |
| 2        | Elfyn Evans Royaume-Uni      | 2020, 2025                               |
| 1        | Per-Frederik Cederbaum Suède | 1950                                     |
| 1        | Gunnar Bengtsson Suède       | 1951                                     |
| 1        | Grus-Olle Persson Suède      | 1952                                     |
| 1        | Sture Nottorp Suède          | 1953                                     |
| 1        | Carl-Gunnar Hammarlund Suède | 1954                                     |
| 1        | Allan Borgefors Suède        | 1955                                     |
| 1        | Harry Bengtsson Suède        | 1956                                     |
| 1        | Ture Jansson Suède           | 1957                                     |
| 1        | Gunnar Andersson Suède       | 1958                                     |
| 1        | Erik Carlsson Suède          | 1959                                     |
| 1        | Bengt Söderström Suède       | 1962                                     |
| 1        | Berndt Jansson Suède         | 1963                                     |
| 1        | Åke Andersson Suède          | 1966                                     |
| 1        | Bengt Söderström Suède       | 1967                                     |
| 1        | Per Eklund Suède             | 1976                                     |
| 1        | Anders Kulläng Suède         | 1980                                     |
| 1        | Ari Vatanen Finlande         | 1985                                     |
| 1        | Juha Kankkunen Finlande      | 1986                                     |
| 1        | Timo Salonen Finlande        | 1987                                     |
| 1        | Markku Alén Finlande         | 1988                                     |
| 1        | Ingvar Carlsson Suède        | 1989                                     |
| 1        | Harri Rovanperä Finlande     | 2001                                     |
| 1        | Sébastien Loeb France        | 2004                                     |
| 1        | Petter Solberg Norvège       | 2005                                     |
| 1        | Thierry Neuville Belgique    | 2018                                     |
| 1        | Kalle Rovanperä Finlande     | 2022                                     |
| 1        | Esapekka Lappi Finlande      | 2024                                     |
| Source : |                              |                                          |

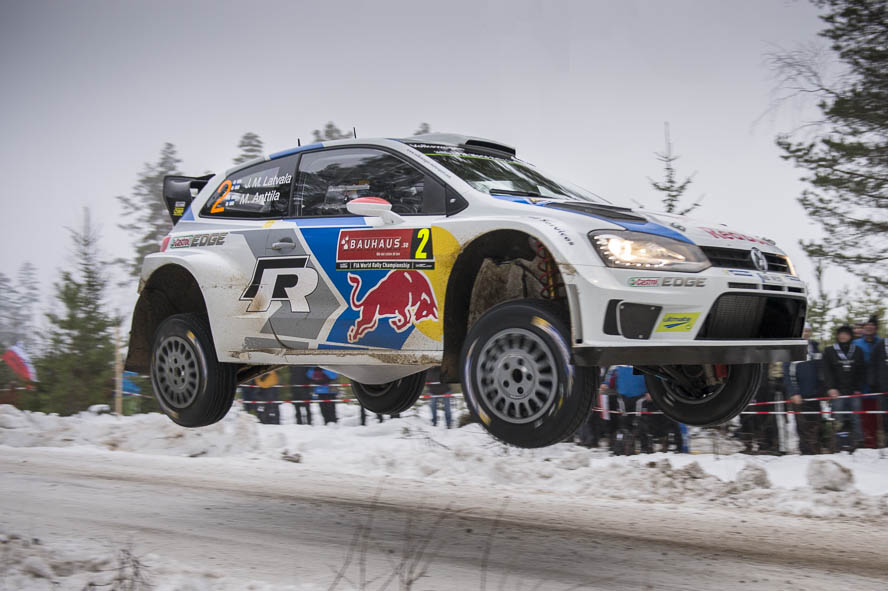
Jari-Matti Latvala durant le Shakedown en 2014.

(N.B. : chez les copilotes, Timo Rautiainen et Arne Hertz sont sortis cinq fois vainqueurs de l'épreuve, et Björn Cederberg l'a remportée à quatre reprises)

### Par nombre de victoires constructeurs

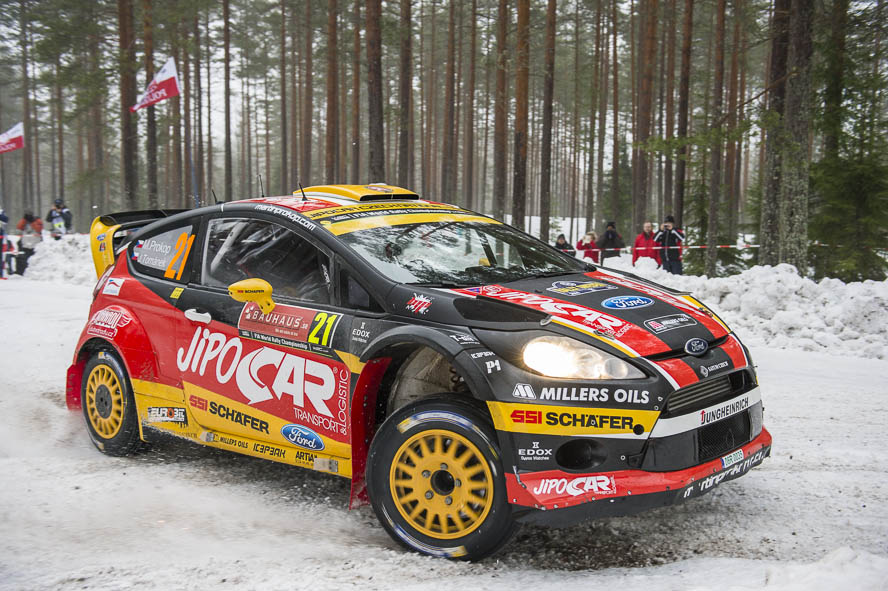
Martin Prokop sur Ford Fiesta RS WRC (2014).

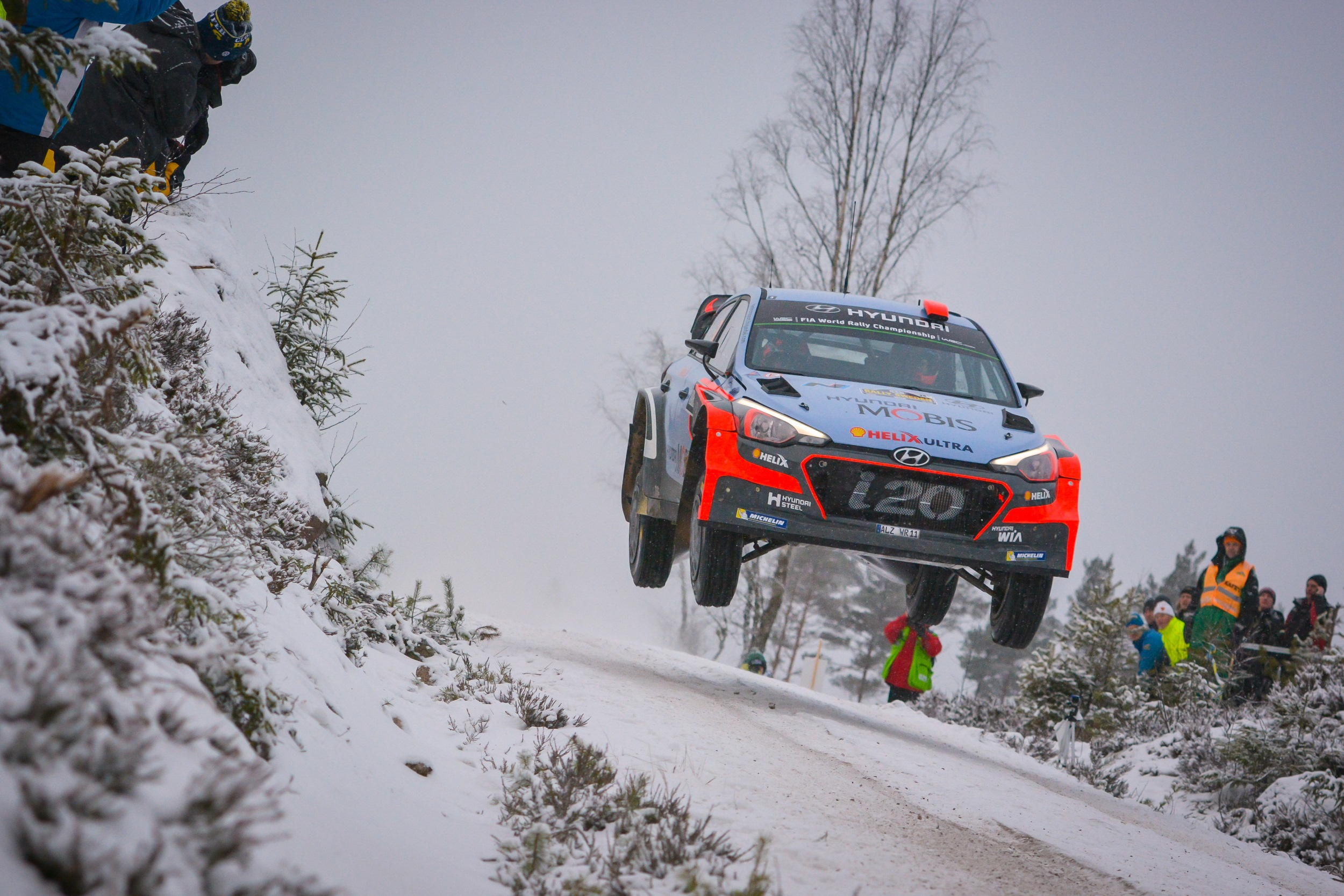
Hyundai n'avait encore jamais remporté le rallye avant 2018 (ici en 2016).

| Nombre | Constructeur  | Année                                                      |
| ------ | ------------- | ---------------------------------------------------------- |
| 10     | Saab          | 1959, 1960, 1961, 1966, 1971, 1972, 1973, 1976, 1977, 1979 |
| 9      | Ford          | 1967, 1979, 2006, 2007, 2008, 2010, 2011, 2012, 2023       |
| 8      | Porsche       | 1952, 1953, 1954, 1955, 1963, 1968, 1969, 1970             |
| 6      | Peugeot       | 1985, 1986, 2000, 2001, 2002, 2003                         |
| 6      | Toyota        | 1992, 1993, 2017, 2019, 2020, 2025                         |
| 5      | Mitsubishi    | 1991, 1995, 1996, 1998, 1999                               |
| 5      | Volkswagen    | 1956, 2013, 2014, 2015, 2016                               |
| 4      | Audi          | 1981, 1982, 1983, 1984                                     |
| 2      | Volvo         | 1957, 1958                                                 |
| 2      | Lancia        | 1975, 1988                                                 |
| 2      | Mazda         | 1987, 1989                                                 |
| 2      | Subaru        | 1997, 2005                                                 |
| 1      | BMW           | 1950                                                       |
| 1      | - Talbot Lago | 1951                                                       |
| 1      | Opel          | 1980                                                       |
| 1      | Citroën       | 2004                                                       |
| 1      | Hyundai       | 2018                                                       |

## Trophée Colin’s Crest
Le Trophée Colin’s Crest est une récompense attribuée depuis 2008 au plus long saut sur une crête lors de l'étape de Vargåsen. Elle est nommée en l'honneur de Colin McRae, spécialiste du genre.
Le record est détenu par le norvégien Eyvind Brynildsen avec un bond de 45 mètres réalisé lors de l'édition 2016. Mads Østberg, un autre norvégien, est le seul à avoir réussi à remporter le trophée deux fois de suite, en 2017 et 2018.
| Année | Pilote            | Voiture            | Saut      |
| ----- | ----------------- | ------------------ | --------- |
| 2008  | Khalid Al Qassimi | Ford Focus RS WRC  | 36 mètres |
| 2010  | Marius Aasen (en) | Subaru Impreza STi | 37 mètres |
| 2011  | Ken Block         | Ford Fiesta RS WRC | 37 mètres |
| 2012  | Ott Tänak         | Ford Fiesta RS WRC | 32 mètres |
| 2013  | Thierry Neuville  | Ford Fiesta RS WRC | 35 mètres |
| 2014  | Juho Hänninen     | Hyundai i20 WRC    | 36 mètres |
| 2015  | Thierry Neuville  | Hyundai i20 WRC    | 44 mètres |
| 2016  | Eyvind Brynildsen | Ford Fiesta R5     | 45 mètres |
| 2017  | Mads Østberg      | Ford Fiesta WRC    | 44 mètres |
| 2018  | Mads Østberg      | Citroën C3 WRC     | 42 mètres |
| 2019  | Kris Meeke        | Toyota Yaris WRC   | 41 mètres |